# 伊東秀子
伊東 秀子（いとう ひでこ、1943年〈昭和18年〉8月15日 - ）は、日本の弁護士、政治家。衆議院議員（2期）を歴任。夫は北海道大学教授を務めた伊東倫厚。

## 来歴
満洲国（現:中国東北部）で出生し、父の故郷である鹿児島県で育つ。川辺郡大浦町（現：南さつま市大浦町）出身。
東京都立戸山高等学校、東京大学文学部卒業。大学卒業後、家庭裁判所調査官を経て、1979年に35歳で司法試験に合格。司法修習34期を経て1982年弁護士登録、札幌弁護士会入会。
当初は日本共産党に所属していたが離党、1990年の第39回衆議院議員総選挙で北海道第1区において日本社会党公認候補として初出馬し横路孝弘道知事や竹村泰子参議院議員の全面的支援で憲政史上最多得票で初当選を飾り鈴木喜久子らとマドンナ議員として注目を集める（社会党現職小林恒人も再選）。東京佐川急便事件の際には、事件と小沢一郎の関係を追及し、一躍有名になった。1993年再選（社会党新人池田隆一も同区で当選）。小森龍邦らと共に社会党左派の論客として知られるようになる。
1994年4月25日に小沢一郎が「どの女と寝ようがいいじゃないか」と発言すると、「女性蔑視である」と小沢を厳しく批判。また白川勝彦ら自民党リベラル勢力と連携し、自社さ連立政権誕生に尽力した。
1995年に自民党道連会長の佐藤孝行から北海道知事選挙への立候補を要請され、社会党から除名処分を受けながら自民党・自由連合の推薦と新党さきがけの支持と、新党護憲リベラルなどの支援を受けて出馬したが、前知事後継で新進党・公明・民社協会などが推薦の堀達也に敗北し、次点で落選。
1999年・2003年の道知事選にも無所属で再出馬したが、1999年は現職の堀の前に再び次点、2003年は新人の高橋はるみに完敗し、次点も鉢呂吉雄に奪われた。小樽市の銭湯を相手取った人種差別の民事訴訟で有道出人の主任弁護人を担当。
その後は弁護士活動に専念し、恵庭OL殺人事件や櫻井忠などの弁護を担当。2007年道知事選では自身は不出馬で荒井聰を支援（現職の高橋に敗れ落選）、亀井静香からの要請を受け同年7月施行の参院選に国民新党の比例代表候補として出馬したが、11位落選（得票19289）した。
物理学者の上坪宏道、テレビプロデューサーの上坪隆、英文学者の上坪正徳は兄。

## 政策
- 選択的夫婦別姓制度導入に賛同[4]。「家族法に於いては、男女共同参画社会に適合する法律の改正が必要」と述べている。

## TV出演
- 朝まで生テレビ!（参考 朝まで生テレビ!のパネリスト一覧）
- ザ・ニュースキャスター（テレビ朝日系）

## 著書

### 単著
- 『めぐりくる季節』花伝社　1993
- 『政治は、いまドラマティック。 : インサイドレポート村山政権誕生』社会思想社、1994年10月30日。
- 『ひとりから、ひとりでも』花伝社 1998
- 『恵庭OL殺人事件 こうして「犯人」は作られた』日本評論社　2012
- 『父の遺言 戦争は人間を「狂気」にする』花伝社　2016

### 共編著
- 佐高信『佐川急便事件の真相』〈岩波ブックレット ; no.311〉、岩波書店、1993年9月20日。
- 『「どうせ自分なんて」と,つぶやく君に 豊かな自己イメージを育てる教育を』藤井昌子共編著　開隆堂出版　2001